# Chartreuse de Durbon
La chartreuse Notre-Dame de Durbon est une ancienne chartreuse, une des quatre premières de l’ordre des Chartreux, située au hameau de Durbon, à 6 km au nord-est du bourg de Saint-Julien-en-Beauchêne. Le monastère de Durbon était propriétaire d'un vaste domaine pastoral.

## Histoire

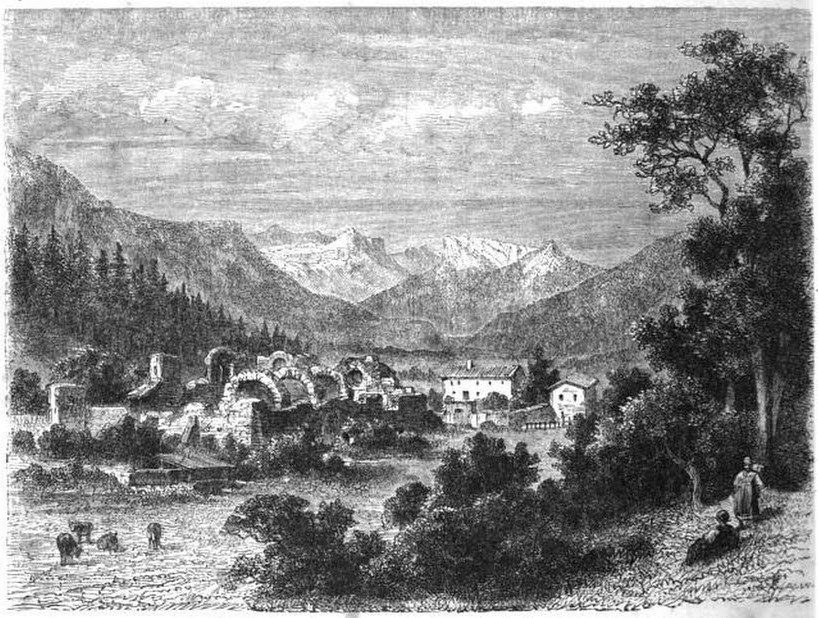
Ruines de la chartreuse de Durbon

Cette chartreuse est fondée dès 1116, grâce aux donations de la famille de Beldisnar ou Beaudinar et de l'évêque de Gap. Les premiers moines viennent de la Grande Chartreuse. 
En 1121, ils reçoivent l'alpe de Petra Galdemar, dans le haut bassin de Rioufroid. En 1126, ils achètent à divers propriétaires toutes leurs possessions, forêts, prés, alpages, pâturages, à Durbon. En 1140, ils achètent à de très nombreux propriétaires l'ensemble des champs, prés, forêts, rochers et eaux, formant le terroir de Rioufroid. Leur domaine pastoral s'accroît surtout lorsqu'ils étendent leurs possessions sur les hauts versants qui dominent la vallée. Ils s'étendent sur la rive droite vers la tête de Garnesier, vers Chamousset, vers la Jarjatte. Leur domaine cultural rayonne en étoile autour de Durbon et sort même du Bochaine comme le fera largement leur domaine pastoral. En 1145 ils possèdent un cellier à Guignaise près de Châtillon-en-Diois et au XIIIe siècle ils se constituent sur le territoire d'Aspres un domaine vinicole.
Le pape Alexandre III confirme la fondation en 1169.
En 1173 un conflit les oppose aux chevaliers du Temple de Lus-la-Croix-Haute, au sujet des pâturages de Crosetz et de Gargata (montagnes de la Jarjatte). 
La chartreuse demeure très pauvre jusqu’aux donations faites par Frédéric Barberousse en 1178 et Henri VI en 1188. Le domaine se développe, mais dans des terres très incultes.  
En 1222, Notre-Dame de Bertaud ayant demandé le passage de ses moutons allant en Dévoluy par le territoire de Durbon, les moines acceptent à contre-cœur et réduisent le séjour au maximum d'une nuit. Les Chartreux se montrent fort jaloux de leur indépendance et refusent en 1304 de recevoir l'évêque Étienne de Gap en tournée, avant qu'il n'ait signé cette déclaration solennelle « qu'il n'entend point porter atteinte aux droits de la chartreuse et que ce précédent [l'hospitalité] n'aura aucune influence ». En 1278, à Rioufroid, une bataille s'engage entre les Chartreux et les gens de Saint-Julien ; les syndics de l'universitas de Saint-Julien accusent le prieur lui-même d'avoir jeté la première pierre. Raynaud de Montauban entraîne à sa suite, le 10 juin 1301, les gens d'Agnielles sur les terres des Chartreux à Recours. Ils malmènent le bétail et occupent une grange.
Un incendie survenu en 1405 aurait été irrémédiable sans la concession pontificale d’une imposition sur les legs pieux dans toute la province ecclésiastique. 
En 1446, les moniales de la chartreuse de Bertaud, sinistrée, sont transférées à Durbon, dans une maison voisine de celle des chartreux. Elles y sont fixées en 1453. En 1463, le chapitre général de l'ordre unit et incorpore les biens du monastère de Bertaud à ceux de la chartreuse de Durbon. L'indépendance du monastère de Bertaud n'existe plus : Durbon administre les biens de Bertaud comme les siens, il n'y a plus de distinction entre les deux monastères. La communauté y reste jusqu’en 1601, date à laquelle le chapitre général transfère la dernière moniale à Prémol et rétablit une maison de moines à Durbon.
Pendant ce temps, la maison n’héberge pratiquement plus de moines, et le prieur est aussi vicaire des moniales. Les biens des moniales sont attribués à Durbon. Les guerres de religion l’éprouvent beaucoup, mais le XVIIe siècle est une époque de prospérité, avec exploitation de mines et hauts fourneaux. La chartreuse crée sur le territoire de l'actuelle forêt domaniale un haut fourneau à Rioufroid, où se développe un véritable complexe métallurgique, avec plusieurs martinets et forge à la catalane.
Le 13 février 1790, l'Assemblée constituante prononce l'abolition des vœux monastiques et la suppression des congrégations religieuses. La communauté est dispersée en 1791. Les biens de la chartreuse sont confisqués, puis dispersés ou vendus.
Des fouilles archéologiques de la maison haute de la chartreuse ont eu lieu de 2002 à 2007.

## Prieurs
Le prieur est le supérieur d'une chartreuse, élu par ses comprofès ou désigné par les supérieurs majeurs.
- 1113 : Lazare, moine de la Grande Chartreuse.
- Beremund ou Bérémond, parent  d'un comte de Cornouailles, prieur de Durbon, premier prieur de la chartreuse de Žiče en 1160[8].
- Guillaume d'Étienne († 1328)

## Prieures
D'après Paul Guillaume : 
- 1462 : Guigonette de Montorsier.
- 1478 : Marguerite de La Font de Savines.
- 1482-1497 : Georgette de Saint-André.
- 1513 : Judith.
- 1515-1516 : Huguette Putrain.
- 1531 : Jeanne Marquet.
- 1532 : Claude Guiffrey.
- 1572-1583 : Artaude Grinde.
- 1583-1592 : Jeanne Franc.